# Marchese di Zahara
Il Marchesato di Zahara è un titolo nobiliare spagnolo creato da Isabella I la Cattolica in 1492 a favore di Rodrigo Ponce de León e Núñez, III Conte di Arcos. Il suo nome si riferisce al municipio andaluso di Zahara della Sierra, nella provincia di Cadice. È il titolo che portava tradizionalmente l'erede del duca di Arcos, capo della casa omonima.

## Marchesi di Zahara
- Rodrigo Ponce de León e Núñez
- Rodrigo Ponce de León e Ponce de León
- Luis Ponce de León e Téllez-Girón
- Rodrigo Ponce de León e Suárez di Figueroa
- Luis Ponce de León e Zúñiga
- Rodrigo Ponce de León e Álvarez di Toledo
- Francisco Ponce de León
- Manuel Ponce de León
- Joaquín Ponce de León e Lancastre
- Joaquín Cayetano Ponce de León
- Manuel Ponce de León
- Francisco Ponce de León
- Antonio Ponce de León
- María Josefa Della Soledad Alfonso-Pimentel di Borja Zúñiga Enríquez Ponce de León
- Francisco Di Borja Tellez-Girón e Pimentel
- Pedro Di Alcántara María Tomás Tellez-Giron e Beaufort
- Luis Di Silva e Fernández di Córdoba
- Mariano Francisco Tellez-Giron e Beaufort
- Francisco Di Silva e Fernández di Henestrosa
- Luis Di Silva e Goyeneche
- Juan Di Silva e Goyeneche
- Jacobo Di Silva e Urquijo